# Tecla
Le Tecla est un ketch à deux-mâts, ancien voilier de pêche au hareng construit en 1915 sur le chantier néerlandais Albert de Jong à Flardingue. 
Restauré en 1989 il est devenu un voilier-charter et participe aux courses de la Tall Ships' Races en classe B.

## Histoire
Ce ketch, à coque et pont en acier, a été lancé à Flardingue sous le nom de Graf Van Limburg Stirum pour la pêche en mer du Nord. Il navigua sans moteur jusqu'en 1925. Transformé en caboteur, avec une motorisation, il passe sous pavillon danois en 1935 sous le nom de Mary Olymp puis sous celui de Tecla.
Il revient en Hollande en 1978 et est racheté par ses actuels propriétaires en 1986. Il est restauré et réaménagé pour la croisière, pouvant aussi servir de navire école. Il est homologué pour 16 passagers en croisière, avec un équipage de 4 marins.
Il a participé au Brest 2008. Il participe à la Sydney-Auckland Tall Ships Regatta 2013.